# Tournament of Nations
Il Tournament of Nations è una competizione calcistica a invito, istituita dalla federazione calcistica degli Stati Uniti d'America (United States Soccer Federation - USSF) nel 2017 e riservata alle nazionali di calcio femminili di tutto il mondo.
La formula prevede un torneo a quattro squadre che, scontrandosi in un girone all'italiana, determinano la nazionale vincitrice tramite il punteggio assegnato, 3 punti per la vittoria, 1 in caso di pareggio e 0 se sconfitte.
I detentori del trofeo sono gli Stati Uniti, nazionale vincitrice dell'edizione 2018, che si aggiunge all'Australia vincitrice dell'edizione inaugurale del 2017.

## Statistiche

### Vittorie per squadra
| Squadra     | Titoli   | 2º posti | 3º posti | 4º posti |
| ----------- | -------- | -------- | -------- | -------- |
| Australia   | 1 (2017) | 1 (2018) |          |          |
| Brasile     |          |          | 1 (2018) | 1 (2017) |
| Giappone    |          |          | 1 (2017) | 1 (2018) |
| Stati Uniti | 1 (2018) | 1 (2017) |          |          |